# Micropacter yagerae
Micropacter yagerae är en kräftdjursart som beskrevs av Koenemann, Iliffe, van der Ham 2007. Micropacter yagerae ingår i släktet Micropacter och familjen Micropacteridae.
Artens utbredningsområde är havet kring Turks- och Caicosöarna. Inga underarter finns listade i Catalogue of Life.